# ミンスコフ劇場
ミンスコフ劇場（Minskoff Theatre）は、ニューヨーク市マンハッタン区ブロードウェイ1515号にある劇場。座席数は1621席。1973年開場。
1981年にはミス・ユニバース世界大会の会場となり、日本からは織作峰子が出場している。

## 上演された主な作品
- キング・オブ・ハーツ（1978年）
- ウエスト・サイド物語（1980年）
- サタデー・ナイト・フィーバー（1999年）
- 屋根の上のバイオリン弾き（2005年）
- ライオン・キング（2006年）
- トニー賞（第45回、第49回）
- ミス・ユニバース世界大会（1981年）